# Араканска горска костенурка
Араканските горски костенурки (Heosemys depressa), наричани също аракански плоски костенурки, са вид влечуги от семейство Азиатски речни костенурки (Geoemydidae).
Срещат се в планината Аракан Йома в западна Мианмар и съседните части на Бангладеш. Достигат 22 сантиметра дължина на черупката и 1,3 килограма маса. Активни са главно през нощта и се хранят както с растителна храна, така и с дребни животни. Видът е критично застрашен от изчезване.